# دونكي كونغ (لعبة فيديو)
دونكي كونغ (بالإنجليزية: Donkey Kong‎؛ باليابانية: ドンキーコング‎، ‏دونكِ كونغُ) هي لعبة فيديو من تأليف المصمم الياباني شيغيرو مياموتو، والتي ظهر أولاً على صندوق ألعاب الصالات. هذه اللعبة تعتبر أول لعبة في كلا سلسلتي الألعاب «دونكي كونغ» و«ماريو».

## تاريخ
أنتجت شركة نينتندو الرائعة لعبة دونكي كونج سنة 1981م، تتكون من 4 مراحل فقط، وهي لعبة كلاسيكية، وتستمر أسطورة دونكي كونج إلى يومنا هذا.

## قصة اللعبة
دونكي كونج، خطف فتاة تدعى «بولين» (Pauline) لانه يحبها، وزوجها جومب مان وهو كقريب أو اب لماريو عليه أنقاذ بولين من ذاك الغوريلا، وتختتم اللعبة بجمع بين بولين وماريو وسقوط دونكي كونج

## مواضيع ذات صلة
- Donkey Kong على موقع القائمة القاتلة لألعاب الفيديو
- Arcade-History.com entry for Donkey Kong
- Donkey Kong world records at Twin Galaxies Scoreboard
- Donkey Kong على موبي غيمز
- Donkey Kong guide في موقع ستراتيجي ويكي
- A comparison and resource page of classical versions of Donkey Kong نسخة محفوظة 17 ديسمبر 2014 على موقع واي باك مشين.

## روابط خارجية
- دونكي كونغ على موقع IMDb (الإنجليزية)
- دونكي كونغ على موقع الموسوعة البريطانية (الإنجليزية)